# Westmont
Westmont est une census-designated place de Californie située dans le comté de Los Angeles. En 2010, la population était de 31 853 habitants.